# Maslovit
Maslovit ist ein selten vorkommendes Mineral aus der Mineralklasse der „Sulfide und Sulfosalze“ mit der chemischen Zusammensetzung PtBiTe und damit chemisch gesehen ein Platin-Bismut-Tellurid. Als enge Verwandte der Sulfide werden die Telluride in dieselbe Klasse eingeordnet.
Maslovit kristallisiert im kubischen Kristallsystem und findet sich meist in Form winziger, länglicher bis abgerundeter Körner bis etwas 200 µm Größe. Das in jeder Form unsichtbare (opake) Mineral zeigt auf den Oberflächen der stahlgrauen Körner einen metallischen Glanz. Polierte Flächen erscheinen unter dem Auflichtmikroskop hellgrau mit einem Stich ins Violette.

## Etymologie und Geschichte
Entdeckt wurde Maslovit erstmals in der Grube Oktyabr'skoye (auch Oktyabrsky, Oktyabr'sky oder Oktyabr'skoe), einer Cu-Ni-Sulfid-Lagerstätte bei Talnach (englisch Talnakh) etwa 60 km westlich vom Lamasee im Putorana-Gebirge in Sibirien (Russland). Die Erstbeschreibung erfolgte 1979 durch V. A. Kovalenker, V. D. Begizov, T. L. Evstigneeva, N. V. Troneva und V. A. Ryabikin, die das Mineral nach dem russischen Geologen Georgi Dmitrijewitsch Maslow (1915–1968) benannten, einem der Entdecker der Talnach-Lagerstätten.
Das Typmaterial des Minerals wird im Institut für Geologie der Erzlagerstätten, Petrographie, Mineralogie und Geochemie (IGEM) der Russischen Akademie der Wissenschaften sowie im Mineralogischen Museum der Russischen Akademie der Wissenschaften in Moskau aufbewahrt.

## Klassifikation
Da der Maslovit erst 1978 als eigenständiges Mineral anerkannt und dies erst 1979 publiziert wurde, ist er in der seit 1977 veralteten 8. Auflage der Mineralsystematik nach Strunz noch nicht verzeichnet. Einzig im Lapis-Mineralienverzeichnis nach Stefan Weiß, das sich aus Rücksicht auf private Sammler und institutionelle Sammlungen noch nach dieser alten Form der Systematik von Karl Hugo Strunz richtet, erhielt das Mineral die System- und Mineral-Nr. II/D.17-160. In der „Lapis-Systematik“ entspricht dies der Klasse der „Sulfide und Sulfosalze“ und dort der Abteilung „Sulfide mit (dem Stoffmengenverhältnis) Metall : S,Se,Te < 1 : 1“, wo Maslovit zusammen mit Aurostibit, Cattierit, Changchengit, Dzharkenit, Erlichmanit, Fukuchilit, Geversit, Hauerit, Insizwait, Kruťait, Laurit, Mayingit, Michenerit, Padmait, Penroseit, Pyrit, Sperrylith, Testibiopalladit, Trogtalit, Vaesit und Villamanínit eine eigenständige, aber unbenannte Gruppe/die „Pyrit-Gruppe“  mit der System-Nr. II/D.15 bildet (Stand 2018).
Die seit 2001 gültige und von der International Mineralogical Association (IMA) bis 2009 aktualisierte 9. Auflage der Strunz’schen Mineralsystematik ordnet den Maslovit dagegen in die neu definierte Abteilung der „Metallsulfide mit dem Stoffmengenverhältnis von M : S ≤ 1 : 2“ ein. Diese ist zudem weiter unterteilt nach dem genauen Stoffmengenverhältnis und den in der Verbindung vorherrschenden Metallen, so dass das Mineral entsprechend seiner Zusammensetzung in der Unterabteilung „M : S = 1 : 2, mit Fe, Co, Ni, PGE usw.“ zu finden ist, wo es zusammen mit Changchengit, Cobaltit, Gersdorffit-P213, Gersdorffit-Pa3, Gersdorffit-Pca21, Hollingworthit, Irarsit, Jolliffeit, Kalungait, Krutovit, Michenerit, Mayingit, Milotait, Padmait, Platarsit, Testibiopalladit, Tolovkit, Ullmannit und Willyamit die „Gersdorffitgruppe“ mit der System-Nr. 2.EB.25 bildet.
Auch die vorwiegend im englischen Sprachraum gebräuchliche Systematik der Minerale nach Dana ordnet den Maslovit in die Klasse der „Sulfide und Sulfosalze“ und dort in die Abteilung der „Sulfidminerale“ ein. Hier ist er in der „Cobaltitgruppe (Kubische oder pseudokubische Kristalle)“ mit der System-Nr. 02.12.03 innerhalb der Unterabteilung „Sulfide – einschließlich Seleniden und Telluriden – mit der Zusammensetzung AmBnXp, mit (m+n) : p = 1 : 2“ zu finden.

## Chemismus
Die idealisierte (theoretische) Zusammensetzung von Maslovit (PtBiTe) besteht aus Platin (Pt), Bismut (Bi) und Tellur (Te) im Stoffmengenverhältnis 1 : 1 : 1. Dies entspricht einem Massenanteil (Gewichts-%) von 36,69 % Pt, 39,31 % Bi und 24,00 % Te.
Die Mikrosondenanalyse von neun Körnern des Typmaterials aus der Grube Oktyabr'skoye in Russland ergab allerdings folgende Gehalte in Gewichts-%:
| Element   | Proben | Proben | Proben | Proben | Proben | Proben | Proben | Proben | Proben |
| Element   | 1      | 2      | 3      | 4      | 5      | 6      | 7      | 8      | 9      |
| --------- | ------ | ------ | ------ | ------ | ------ | ------ | ------ | ------ | ------ |
| Pt        | 28,6   | 28,1   | 26,6   | 25,7   | 21,3   | 21,0   | 21,0   | 19,75  | 20,3   |
| Bi        | 49,6   | 50,3   | 53,0   | 52,8   | 47,8   | 47,3   | 49,0   | 47,77  | 49,1   |
| Te        | 16,9   | 16,8   | 15,7   | 15,8   | 18,9   | 19,8   | 20,1   | 19,05  | 19,1   |
| Pd        | 4,5    | 5,0    | 5,6    | 7,1    | 10,3   | 10,5   | 10,6   | 10,25  | 11,1   |
| Sb        | 0,8    | 0,6    | 1,6    | 1,1    | 1,3    | 1,5    | 1,2    | 0,93   | 1,4    |
| Pb        | 1,1    | 1,2    | 0,0    | 0,0    | 0,0    | 0,0    | 0,0    | 1,02   | 0,0    |
|           |        |        |        |        |        |        |        |        |        |
| Summe (Σ) | 101,5  | 102,0  | 102,5  | 102,5  | 99,6   | 100,1  | 101,9  | 98,77  | 101,3  |

Neben verringerten Gehalten von Pt, Bi und Te wurden demnach zusätzlich geringe Anteile von Palladium (Pd) und Antimon (Sb) sowie Spuren von Blei (Pb) gemessen, die einen Teil der originären Elemente vertreten (Substitution, Diadochie).

## Kristallstruktur
Maslovit kristallisiert kubisch in der Raumgruppe Pa3 (Raumgruppen-Nr. 205) mit dem Gitterparameter a = 6,687 Å sowie vier Formeleinheiten pro Elementarzelle.

## Bildung und Fundorte
Maslovit bildet sich in galenitreichen Bereichen massiger Cubanit-Chalkopyrit- und Mooihoekiterze. Als Begleitminerale können neben diesen unter anderem noch Altait, Atokit, Froodit, Hessit, Moncheit, Michenerit, Paolovit, Rustenburgit, Sobolevskit, Sperrylith, Tatyanait auftreten.
Als seltene Mineralbildung konnte Maslovit nur an wenigen Orten nachgewiesen werden, wobei bisher 25 Fundorte dokumentiert sind (Stand 2020). Außer an seiner Typlokalität, der Grube Oktyabr'skoye bei Talnach und der nahe gelegenen PGE/Pt-Cu-Ni-Sulfid-Lagerstätte Maslovsky bei Norilsk in der zu Sibirien gehörenden Region Krasnojarsk fand sich das Mineral in Russland noch bei Montschegorsk und der Platin-Lagerstätte Loypishnyun in der zur Oblast Murmansk gehörenden Montschetundra im Föderationskreis Nordwestrussland sowie im Yoko-Dovyrensky-Massiv nahe dem Baikalsee in der russischen Republik Burjatien und in der Cu-PGE-Lagerstätte Anomal’niy im Kondjor-Massiv in der Republik Sacha (Jakutien) im Föderationskreis Ferner Osten.
Der bisher einzige weitere bekannte Fundort in Europa ist die Ni-Cu-PGE-Lagerstätte Keivitsansarvi nahe der Gemeinde Sodankylä im finnischen Teil Lapplands.
Weitere Fundorte liegen unter anderem in Brasilien, China, Kanada, Simbabwe und Südafrika.